# Глаголев, Виктор Викторович
Виктор Викторович Глаголев — советский и российский физик, доктор физико-математических наук, начальник отдела ЛВЭ ОИЯИ (1993—2005).

## Биография
Родился 30 октября 1931 года в Туле.
В декабре 1954 года окончил физфак МГУ им. М. В. Ломоносова.
С 1 февраля 1955 года работал в Лаборатории ТДС-533 (Технической дирекции строительства-533, занимавшейся сооружением синхрофазотрона на 10 ГэВ под руководством В. И. Векслера), впоследствии преобразованной в Электрофизическую лабораторию АН СССР (ЭФЛАН), а затем, после образования ОИЯИ в марте 1956 года, — в Лаборатории высоких энергий (ЛВЭ, с мая 2008 года — Лаборатория физики высоких энергий, ЛФВЭ), в 1993—2005 годах — начальник экспериментального электронного отдела ЛВЭ.
Участник первых экспериментов на синхрофазотроне. Научные интересы — в области экспериментальной физики ядра и элементарных частиц.
В 1968 году защитил кандидатскую диссертацию на тему: «Исследование пи-минус протонных взаимодействий при энергии 7 ГэВ/c».
В 1976 году защитил докторскую диссертацию на тему «Исследование дейтрон-протонных взаимодействий в водородной пузырьковой камере», доктор физико-математических наук.
В 1990 году присвоено звание профессора.

## Публикации
- Возможно ли динамическое влияние на распад нейтрона? [Текст] / В. В. Глаголев, К. Д. Толстов. — Дубна : [б. и.], 1973. — 7 с. : граф.; 21 см. — (Сообщения Объединенного института ядерных исследований/ Р1-7057. Лаб. высоких энергий).
- Инклюзивные реакции со странными частицами в π−-p-взаимодействиях при p(π−)=5 ГэВ/c [Текст] / В. В. Глаголев, Г. Д. Пестова. — Дубна : ОИЯИ, 1975. — 13 с. : ил.; 21 см. — (Сообщения Объединенного института ядерных исследований; Р1-9093).
- Использование программы моделирования FAKE для обработки материала со 100-сантиметровой пузырьковой водородной камеры ОИЯИ [Текст] / В. В. Глаголев, Г. Д. Пестова. — [Дубна] : [б. и.], [1970]. — 8 с. : черт.; 21 см.
- Об изобарном возбуждении нуклонов при столкновении с быстрыми частицами [Текст] / В. В. Глаголев, В. Петржилка, К. Д. Толстов. — Дубна : [б. и.], 1960. — 12 с. : ил.; 29 см. — (Издания/ Объедин. ин-т ядерных исследований. Лаборатория высоких энергий; Р-603).
- Релятивистское обобщение статистической модели для полуинклюзивных процессов с участием странных частиц [Текст] / В. В. Глаголев, Н. К. Душутин, А. А. Кузнецов [и др.]. — Дубна : [б. и.], 1975. — 12 с. : ил.; 22 см. — (Издания/ Объединенный ин-т ядерных исследований; Р1-8665).
- Пространственные корреляции в реакции трехчастичного взаимодействия pd → ppn [Текст] / В. В. Глаголев, Л. И. Журавлева, В. Б. Радоманов и др. — Дубна : ОИЯИ, 1979. — 19 с. : ил.; 20 см. — (Издания / Объед. ин-т ядер. исслед.; Р1-12907).
- Поляризация гиперонов в π¯p-взаимодействиях при импульсе 5 ГэВ/c [Текст] / В. В. Глаголев, А. А. Кузнецов, Г. Д. Пестова, М. Сабэу. — Дубна : [б. и.], 1975. — 12 с. : ил.; 22 см. — (Издания/ Объедин. ин-т ядерных исследований; Р1-8666).
- Реакции с развалом дейтрона в dp-взаимодействиях при 3,3 ГэВ/c в водородной камере [Текст] / В. В. Глаголев, П. Зелински, Р. М. Лебедев и др. ; [Объедин. ин-т ядерных исследований]. Р1-6714. [Лаб. высоких энергий]. — [Дубна] : [б. и.], [1972]. — 10 с. : граф.; 22 см.
- Charge-exchange breakup of the deuteron with the production of two protons and spin structure of the amplitude of the nucleon charge transfer reaction / V. V. Glagolev, V. L. Lyuboshitz, V. V. Lyuboshitz, N. M. Piskunov. — Дубна : Объед. ин-т ядер. исслед., 1999. — 14 с. : ил.; 21 см. — (Сообщения Объединенного института ядерных исследований, Дубна; E1-99-280).
- Variant of the description of the intense-deformed state of the plane with the semi-infinite flaw on the basis of the concept of the stratum of interaction at the normal separation. V. V. Glagolev, L. V. Glagolev, A. A. Markin. Izv. Saratov Univ. (N.S.), Ser. Math. Mech. Inform., 10:2 (2010), 50-58
- The length of a dead end disjunctive normal form. V. V. Glagolev. Mat. Zametki, 2:6 (1967), 665—672
- An estimate of the complexity of the contracted normal form for almost all functions of the logic of algebra. V. V. Glagolev. Dokl. Akad. Nauk SSSR, 158:4 (1964), 770—773
- Formulation of tests for block networks. V. V. Glagolev. Dokl. Akad. Nauk SSSR, 144:6 (1962), 1237—1240